# Passiflora andina
Passiflora andina Killip – gatunek rośliny z rodziny męczennicowatych (Passifloraceae Juss. ex Kunth in Humb.). Występuje endemicznie na zachodnich zboczach Andów w Ekwadorze.

## Rozmieszczenie geograficzne
Rośnie endemicznie na zachodnich zboczach Andów w Ekwadorze w prowincji Pichincha.

## Morfologia
PokrójZielne, trwałe, nagie liany.
LiścieKlapowane, sercowate. Mają 4–7 cm długości oraz 1–1,5 cm szerokości. Całobrzegie, ząbkowane, z ostrym wierzchołkiem. Ogonek liściowy jest owłosiony i ma długość 15–20 mm. Przylistki są liniowe i mają długość 7–10 mm.
KwiatyPojedyncze. Działki kielicha są podłużne, żółtawe i mają długość 4–6 cm. Płatki są liniowo podłużne, żółte lub pomarańczowe, mają długość 6–9 cm.
OwoceMają jajowaty kształt. Mają 7 cm długości i 4 cm średnicy.

## Biologia i ekologia
Występuje w wyższym lesie andyjskim na wysokości 2500–3560 m n.p.m. Gatunek jest znany z dwóch subpopulacji.

## Ochrona
W Czerwonej księdze gatunków zagrożonych został zaliczony do kategorii EN – gatunków zagrożonych wyginięciem. Jedyne dwie subpopulacje są zagrożone. Północne siedliska są zagrożone przez wybuch wulkanu Pichincha, natomiast lokalizacja południowa jest zagrożona przez rozprzestrzenianie się pastwisk. Żadna z tych subpopulacji nie znajduje się na obszarach chronionych.